# Kullervo Manner
Kullervo Manner (né le 12 octobre 1880 à Kokemäki en Finlande et mort le 15 janvier 1939 à Petchora en URSS) est un journaliste et homme politique finlandais, puis soviétique,.

## Biographie
Membre du Parlement finlandais, il est le secrétaire-général Parti social-démocrate de Finlande entre 1918 et 1919. Durant la guerre civile finlandaise, qui oppose les Blancs aux Rouges, il dirige la délégation du peuple finlandais, branche politique des Gardes rouges. Après la guerre et la défaite des sociaux-démocrates, il s'exile en URSS et cofonde à Moscou le Parti communiste de Finlande.
En 1935, Kullervo Manner est arrêté et condamné à dix ans de travaux forcés.
Kullervo Manner est déporté dans un camp de travail du Goulag  Oukhta en République des Komis, où il décède le 15 janvier 1939, officiellement de la tuberculose.
Faute d'informations précises sur les dernières étapes du continent avant l'éclatement de l'Union soviétique et l'ouverture des archives de Moscou dans les années 1990, il a été officiellement déclaré mort en Finlande le 7 septembre 1971.
Kullervo Manner sera réhabilité en 1962.

## Ouvrages
- (sv) Ivar Hörhammer, Kullervo Manner, Finlands Soc.-dem. partis rapport : partiets organisation och utveckling, Helsingfors, 1912
- (fi) Kullervo Manner, Onko vallankumous kuollut? Kirjeitä Suomen työväelle. Suomalaisten kommunistien sarjajulkaisu n:o 14, Pietari, Suom. kommunistisen puolueen keskuskomitea, 1918, 30 p.
- (fi) Kullervo Manner, Talonpoikaiskysymyksestä Suomessa, Stockholm, Suomen kommunistisen puolueen keskuskomitea, 1924, 46 p.
- (fi) Kullervo Manner, Vaali-aapinen, Suomen kommunistisen puolueen keskuskomitea, 1924, 51 p.
- (fi) Kullervo Manner, Piirteitä Suomen valtiollisesta tilasta: puhe Leningradin suomalaisella valistustalolla jouluk. 30 päivänä 1929, Suomen kommunistisen puolueen keskuskomitea, 1929, 51 p.
- (fi) Kullervo Manner, Tosiasiat puhuvat, Suomen kommunistinen puolue, 1930, 46 p.
- (fi) Otto Wille Kuusinen, Lauri Letonmäki, Kullervo Manner, Suomen vallankumous 1918;, Helsinki, Marxilais-Leniniläiset ryhmät, 1973, 107 p.
- (fi) Jukka Paastela, Hannu Rautkallio (ed.), Rakas kallis toveri: Kullervo Mannerin ja Hanna Malmin kirjeenvaihtoa 1932–1933 ;, WSOY, 1997